# Wells (contea di Bradford)
Wells è una township degli Stati Uniti d'America, nella contea di Bradford nello Stato della Pennsylvania. Secondo il censimento del 2000 la popolazione è di 1.278 abitanti.

## Società

### Evoluzione demografica
La composizione etnica vede una maggioranza di quella bianca (99,45%), seguita dai nativi americani (0,16%) dati del 2000.
| township di Wells Popolazione |       |
| 2000                          | 1.278 |
| Stima al 2009                 | 1.286 |